# Segezja (stad)
 Segezja (Russisch: Сегежа, Fins: Sekee) is een stad in de Russische autonome republiek Karelië. De stad ligt 267 km ten noorden van Petrozavodsk, aan de westelijke oever van het Vygozeromeer en aan de rivier de Segezja.
Segezja werd gesticht in 1914 na de aanleg van de spoorlijn tussen Sint-Petersburg en Moermansk, en heeft de stadsstatus sinds 1943.
In de stad staat een zeer grote pulp en papierfabriek, die de belangrijkste werkgever is. De fabriek maakt vooral papieren zakken en levert verder hout voor de bouw. Bij de overname door het Russische bedrijf Sistema in 2014 werkten er zo'n 2000 mensen bij de fabriek.
Bestuurlijk centrum: Petrozavodsk

Belomorsk · Kem · Kondopoga · Kostomoeksja · Lachdenpochja · Medvezjegorsk · Olonets · Pitkjaranta · Poedozj · Segezja · Soeojarvi · Sortavala